# Emanuele d’Astorga
Emmanuele Gioacchino Cesare Rincon d’Astorga (ur. 20 marca 1680 w Auguście na Sycylii, zm. ok. 1757, w Madrycie lub Lizbonie) – włoski kompozytor okresu baroku; baron.
Młodość spędził na Sycylii. W 1698 roku w Palermo wystawił siłami amatorskimi operę La moglie nemica. Opuściwszy w 1708 roku dom rodzinny, prowadził bardzo ruchliwy tryb życia, podróżując po Włoszech, a później po innych krajach Europy. Był w Rzymie (zaprzyjaźnił się tam z librecistą Domenico Lallim), w Genui (gdzie wystawił w 1709 operę Dafne do libretta Lallego), następnie w Mantui i Wenecji. W 1711 roku bawił zapewne w Barcelonie, w latach 1712–1714 na dworze cesarskim w Wiedniu, w 1713 roku był na krótko w Znojmie na Morawach, po czym wrócił na kilka lat do Palermo. Około 1723 roku przebywał w Lizbonie, gdzie w 1726 roku wydał Cantate da camera, jedyny swój zbiór ogłoszony drukiem. Ostatnie lata życia spędził zapewne w Portugalii lub Hiszpanii.
Komponował głównie kameralne kantaty. Najbardziej znana jest jego czterogłosowa Stabat Mater wraz z kończąca ją fugą Eja mater.

## Kompozycje
- opery: La moglie nemica, wystawiona Palermo 1698; Dafne, wystawiona Genua 1709
- Stabat Mater, około 1708, wydana C. Backers, Hilversum 1962
- duety kameralne
- około 160 kantat solowych, z których 12 ukazało się drukiem: Cantate da camera a voce sola, Lizbona 1726.